# Ваклинов, Вергил
Вергил Борисов Ваклинов (болг. Вергил Борисов Ваклинов; 1 июня 1931, Планиница, Перникская область — 2 июля 1953, Брыштен) — болгарский пограничник, младший лейтенант пограничных войск Народной Республики Болгарии, погибший при защите болгарской государственной границы.

## Биография

### Общие сведения
Родился в деревне Планиница (Перникская область). Окончил среднюю школу, работал в шахте «Куциян». Осенью 1950 года призван в болгарскую армию, служил в пограничных войсках. По своему желанию был переведён в Школу инструкторов служебных собак в Берковице, дослужился там до звания младшего сержанта. Был направлен на службу недалеко от местечка Брыштен.

### Подвиг
1 июля 1953 младший сержант Вергил Ваклинов, рядовой Трайко Стаменов и их служебная собака Вихрь (болг. Вихър) выполняли боевое задание по охране и обороне государственной границы в районе «Ливадите» (недалеко от местечка Брыштен). Около 21:30 в районе Римского моста через Доспатов овраг прозвучала серия выстрелов. Ваклинов, Стаменов и Вихрь направились на место, откуда раздавались звуки. Как оказалось, там была вооружённая группа из четырёх диверсантов, тайно заброшенная из Греции. Они завязали бой с соседней пограничной заставой, которую охраняли ефрейтор Александр Александров и рядовой Дончо Ганев. Ганев погиб в бою, Александров был ранен, также ранение получил один из нападавших.
Ваклинов встал на пути нападавших и бросился за ними в погоню. Один из диверсантов был схвачен живым. В местности Чуката (ныне Ваклинова-Чука), в 700 метрах к юго-востоку от Брыштена, Ваклинов был тяжело ранен в перестрелке. Его пёс Вихрь загрыз насмерть одного из нападавших, но и сам погиб в схватке. Оставшиеся двое боевиков сбежали в сторону греческой границы. Тяжело раненого Ваклинова в течение нескольких часов несли к деревне Марулево, где местные жители специально расчистили поляну для приземления санитарного самолёта. 2 июля он прибыл из Софии, в него погрузили Ваклинова. Несмотря на все усилия, Вергил Ваклинов скончался от полученных ранений.

## Память
По распоряжению министерства обороны младший сержант Вергил Ваклинов был посмертно награждён званием «Герой Пограничных войск» (болг. Герой на Граничните войски), звание младшего лейтенанта присвоено ему также посмертно. В 1960 году село Марулево, где происходила часть событий, было переименовано в Ваклиново, а в его центре установлен памятник Вергилу Ваклинову и его псу Вихрю. Памятники и мемориальные доски в честь Ваклинова также установлены:
- на Римском мосту через Доспатов овраг,
- в родной деревне Планиница (Перникская область),
- в Школе инструкторов служебных собак в Берковице,
- во дворе бывшей погранзаставы в городе Гоце-Делчев,
- во дворе главного погрануправления в Доспате,
- на заставе, в которой служил Ваклинов (она ныне также носит его имя).

Мемориальная доска в честь Вергила Ваклинова на Римском мосту исчезла при неизвестных обстоятельствах, но была восстановлена 3 июля 2010 по инициативе членов Интернет-форума «Пограничники Болгарии» (болг. Граничарите на България). Она же посвящена погибшему Александру Александрову, который участвовал в той же перестрелке. В установке и открытии мемориальной доски участвовали руководители городов и кметств Смолят, Доспат, Брыштен и Црынча, а также жители села Ваклиново и служившие ранее пограничники в Доспате, Гоце-Делчеве и Смоляне. 2 июля 2011 на Ваклиновой-Чуке, где погиб пёс Вихрь, была открыта ещё одна памятная доска.